# たまひよ (イラストレーター)
たまひよ（2月22日生）は、日本のイラストレーター。群馬県出身。主に男性向けアダルトゲーム（美少女ゲーム）の原画、キャラクターデザインを担当する。アダルトゲームブランドぱれっとのスタッフの一人で、設立当初から参加している。また、BLUE WAVE（ブルーウェイブ）という名の同人サークルにて活動中。

## 担当作品
- Rateblack
  - Sacrifice 〜制服狩り〜（2001年12月28日、主要原画）
- ぱれっと
  - はちみつ荘deほっぺにチュウ（2002年9月27日、主要原画）
  - 復讐の女神 †Nemesis†（2003年4月25日、主要原画）
  - 愛cute! キミに恋してる（2004年2月27日、主要原画）
  - MERI+DIA 〜マリアディアナ〜（2005年3月25日、主要原画）
  - えむぴぃ（2007年2月23日、主要原画）
  - さくらシュトラッセ（2008年1月25日、一部原画）
  - ましろ色シンフォニー（2009年10月30日、一部原画）
  - すてぃ〜るMyはぁと（2010年7月30日、主要原画）
  - みんな捧げちゃう!（2013年2月28日、主要原画）
- Lamia
  - 発情スイッチ～美姉妹が催眠術に堕ちた先～（2014年12月19日、主要原画）
  - Trippers. -彼女との学園生活を破壊する、1通の手紙-（2015年4月24日、主要原画）
- 娘娘
  - エロ漫画家さんと貧乏姉妹（2015年10月30日、主要原画）